# Alois Schneidawind
Alois Schneidawind (* 28. Dezember 1892 in Düren; † unbekannt) war ein deutscher Radrennfahrer und nationaler Meister im Radsport.

## Sportliche Laufbahn
Schneidawind war im Straßenradsport aktiv. Er startete für den Verein „RV 98 Schweinfurt“. Die nationale Meisterschaft im Mannschaftszeitfahren gewann sein Verein 1920 mit Alois Schneidawind, Richard Zeissner, Adam Sachs, August Köhler, Otto Schmidt, Josef Lendner, Karl Pfister, Jakob Buchner und Franz Lorenz.
1921 gewann die Mannschaft den Titel erneut mit Franz Lorenz, Jakob Buchner, Alois Schneidawind, Richard Zeissner, Karl Pfister, Adam Sachs, Adolf Pfister, Martin Pfister und Josef Lendner. Einen dritten Titel gewannen die Schweinfurter 1924 mit Richard Klass, Richard Zeissner, Adam Sachs, Leonhard Pfister, Giuseppe Lanzutti und Alois Schneidawind. 1922, 1923 und 1925 wurde Schneidawind Vizemeister in dieser Disziplin.
1923 siegte er im Eintagesrennen Rund um Spessart und Rhön. Bei den Straßenradsport-Weltmeisterschaften 1923 wurde er 14.